# Pseudonympha paragaika
Pseudonympha paragaika är en fjärilsart som beskrevs av Lajos Vári 1971. Pseudonympha paragaika ingår i släktet Pseudonympha och familjen praktfjärilar. Inga underarter finns listade.